# Jon Kelly
Pour les articles homonymes, voir Kelly.
 (avril 2024).
Si vous disposez d'ouvrages ou d'articles de référence ou si vous connaissez des sites web de qualité traitant du thème abordé ici, merci de compléter l'article en donnant les références utiles à sa vérifiabilité et en les liant à la section « Notes et références ».
Jon Kelly est un producteur de musique britannique qui a produit les albums et singles de Paul McCartney, Kate Bush, Nolwenn Leroy, Chris Rea, The Damned, The Beautiful South, Prefab Sprout, Deacon Blue, Heather Nova, The Levellers, Tori Amos, Fish, Paul Heaton, Pele... En collaboration avec l'artiste, il participe à la production grâce à ses compétences en arrangements musicaux et en mixage.